# Szent Márton-templom (Szombathely)

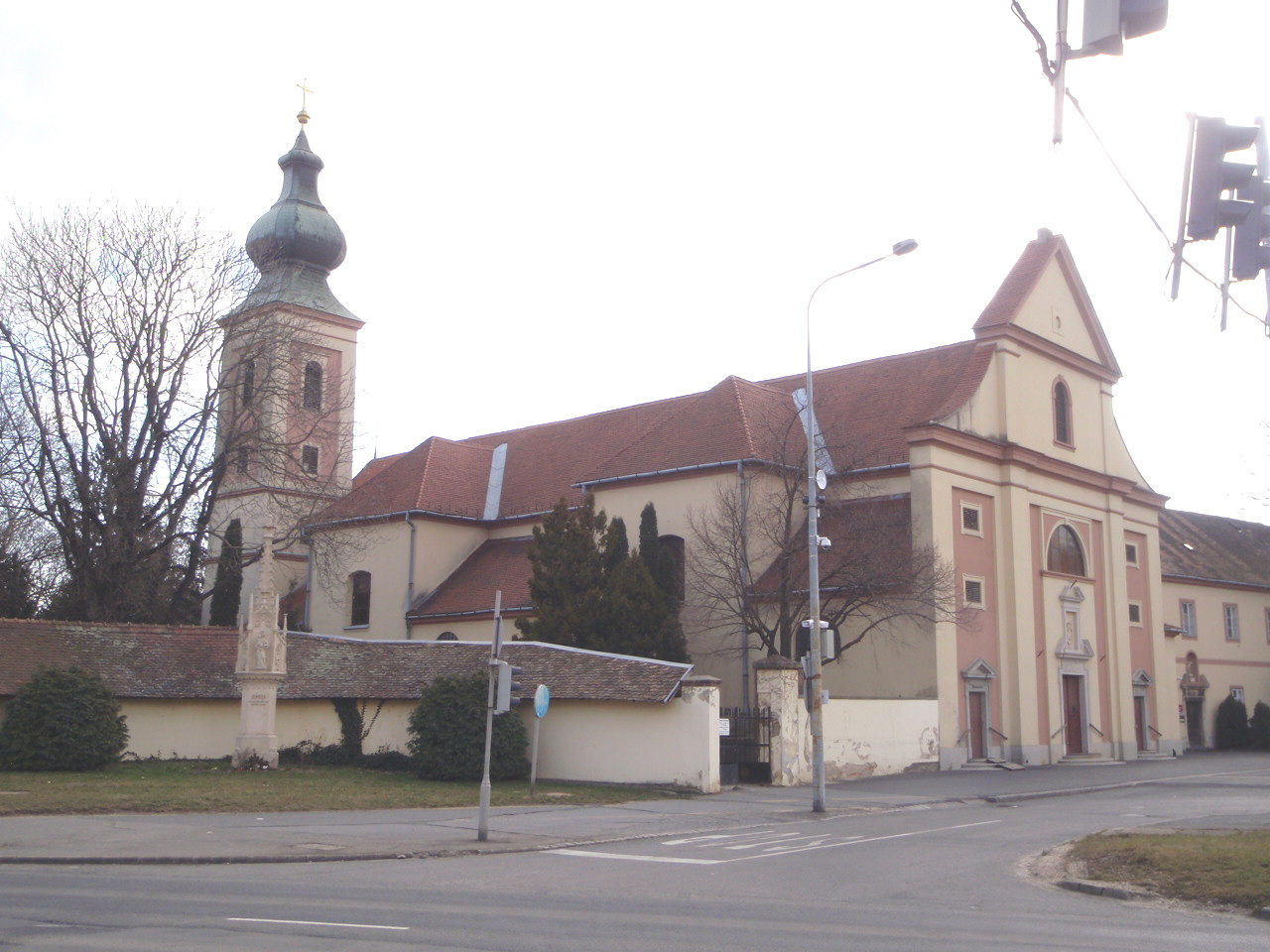
Szent Márton templom felújítás előtt

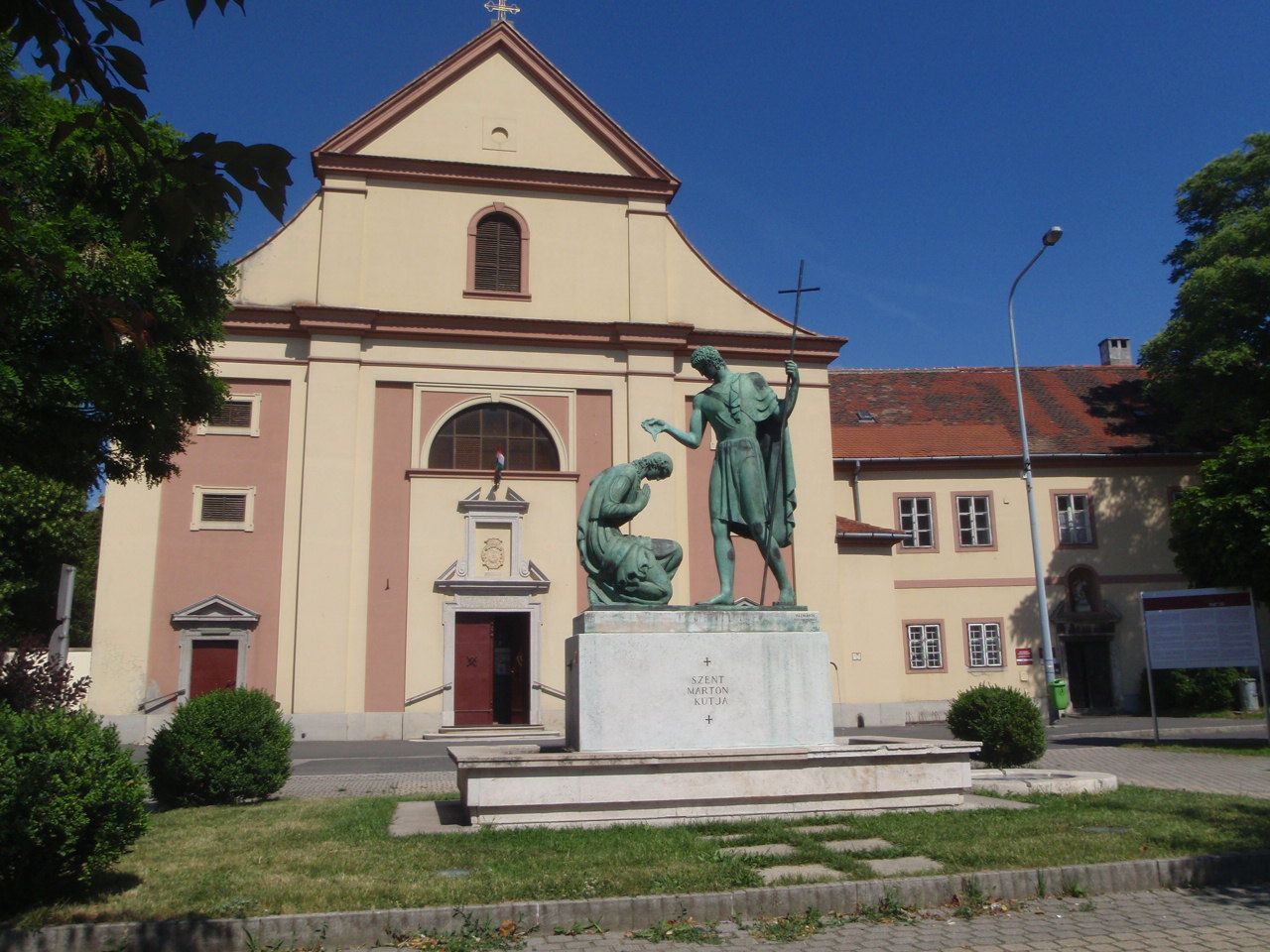
Szent Márton templom és kút

A szombathelyi Szent Márton-templom a mai város keleti városrészén áll. A templom az 1885-ig önálló, majd Szombathelyhez csatolt Szentmárton község plébánia temploma volt. A hagyomány szerint az egyházi épület Szent Márton szülőháza felett épült fel. Többször bővítették és átépítették, jelenlegi formáját 1930-ban nyert el.

## Története
A Szent Márton plébániatemplom a római kori Arrabonába (a mai Győrbe) vezető út mentén fekszik az ókori Savaria keleti temetőjénél. A 4. századtól a területet ókeresztényék használták temetőként. 791 októberében I. Károly frank császár az avarok elleni eredménytelen hadjáratából Savarián keresztül tért vissza országába. Látogatásának oka Tours-i Szent Márton püspök szülőhelyének felkeresése lehetett, akinek személye családjának és az egész Frank Birodalomnak védőszentje volt.
829-ben Oriens (Keleti)-tartomány átszervezése után Savaria grófsági székhely lett, a Rába-grófság központja. Ezt követően került sor a megszentelt földterületen, az egykori keresztény temető területén álló sírkápolna templommá való átépítésére.
A 860-ban már említést tesznek arról, hogy a templom helyén született a hagyományok szerint a későbbi a toursi püspök. Emlékét a plébániatemplomban, a szentélytől északra fekvő kápolna őrzi.
Szent István uralkodásának idején az ősi templom helyén fából egy újabbat építettek, amit Szent László alatt félkörívben záródó téglatemplommal váltották fel. 1230-ban a győri püspök tulajdonába került a templom és azt román stílusban átépítették. 1260-ban már egy oklevél említi a templom előtt álló kutat, melynek vízével keresztelte meg Szent Márton az édesanyját. A 15. században a templomot ismét átépítik, ezúttal gótikus stílusban. 1683-ban Draskovich György győri püspök a város tiltakozása ellenére és királyi jóváhagyásával a domonkos szerzeteseknek.
A szerzetesek felépítették itt kolostorukat és megkezdték a templom nagyszabású átépítését. A háromhajósra bővített, félig kész épület azonban összedőlt. Az újabb építkezés terheit gróf Erdődy III. György felesége, gróf Batthyány Erzsébet vállalta, miként erről a bejárat feletti felirat tanúskodik. A tervezéssel Carlo de Torre-t bízták meg. A barokk templomot 1668 - 1672 között építették. A kialakított kriptában először gróf Batthyány Erzsébet kapott végső nyugodalmat. Az építkezést követően a templom titulusa Szentháromságra változott, később azonban visszanyerte eredeti címét.
1788-ban II. József intézkedése nyomán a szombathelyi kolostort is feloszlatta, a szerzetesek a IV. Béla által alapított vasvári Szent Domonkos rendi szerzetházba költöztek. Szombathelyre 3 évvel később - 1791-ben - térhettek vissza. A kényszerűen elhagyott templomukat és kolostorukat ekkor tataroztatják.
1930-ban, Badalik Sándor Bertalan későbbi veszprémi püspök plébánossága alatt a templomot nyugati irányban egy kereszthajóval bővítették és az új főhomlokzatot a korábbival azonos módon, de a mai tér felé előrehozva, építették fel. Ekkor épült véglegesen össze a templom és a kolostor. A terveket a város szülötte, Wälder Gyula műegyetemi tanár készítette.
A templom előtti téren 1938-ban állították fel Rumi Rajki István kétalakos szoborművét; Szent Márton megkereszteli édesanyját.
A II. világháború idején a pályaudvar közelsége ellenére sem szenvedett súlyos sérüléseket. A templomot 1954-ben, tornyát 1959-ben tatarozták, a templombelső kifestésére 1968-ban került sor.
A domonkos szerzetesek közösségét a hatalom 1950-ben oszlatta fel, a hitéletet, napjainkban a plébánia vezetését a Szombathelyi Egyházmegye papjai látják el.

## Jelenkor
Az 1996/97-es Szent Márton Jubileumi Év óta fokozott érdeklődéssel érkeznek látogatók a szombathelyi Szent Márton-templomhoz.
A Szent Márton Plébánián működő látogató központ a hely nevezetességeit is bemutatja, illetve lehetőséget biztosít különféle rendezvények megtartására és a kapcsolatok folyamatos ápolására. A zarándokok liturgikus szertartásokat tarthatnak a templomban, vagy egyéni imát végezhetnek. 
2005-ben az Európa Tanács a Szombathelytől Toursig vezető útvonalat Európai Kulturális Útvonallá nyilvánította, egyúttal a templom a városon belüli és a nemzetközi Via Sancti Martini kiinduló állomása lett.
A 2015-ös Szent Márton emlékév kapcsán Szent Márton életének legfontosabb állomásait követve két nagy zarándoklat indítását is tervezik Toursba: 2015-ben Németországon keresztül, 2017-ben az ünnepségek lezárásaként pedig Szlovénián és Olaszországon keresztül.
A templom felújítása 2015 júniusában kezdődött és 2015. november 6-án került újraszentelésre az elkészült épület. Felújították a tetőt, a cserepezést, restaurálták az oltárok egy részét, újravakolták a falakat, belső üvegelőteret alakítottak ki, vízelvezetést megoldották, és helyreállították a nagyharangot is, illetve új belső világítás létesült.